# Tabajara Ruas
Tabajara Ruas (Uruguayana, Río Grande del Sur, 11 de agosto de 1942) es un escritor, periodista y cineasta brasileño.

## Biografía
Estudió Arquitectura en la Universidad Federal de Río Grande del Sur. Entre 1971 y 1981 vivió exiliado en Uruguay, Chile, Argentina, Dinamarca, Santo Tomé y Príncipe y Portugal.
En 1999, codirigió con Beto Souza, guionó y produjo el largometraje Netto pierde su alma, basado en su libro homónimo. Entre 2002 y 2003 fue consultor especial de la Rede Globo para la producción de la miniserie La casa de las siete mujeres. En 2008, concluyó su segundo largometraje, Netto y el domador de caballos. También ha participado en la producción, dirección y guionado de otras películas, documentales y cortos.
En 2001, durante la Feria del Libro de Porto Alegre, Tabajara Ruas recibió el Premio Érico Verissimo por la relevancia de su obra.

## Obras
- A Guerra dos Farrapos (1985) con Flavio Colin (cómic)
- A cabeça de Gumercindo Saraiva (1997) con Elmar Bonnes da Costa.
- La alucinación (O fascínio) (1997)
- O amor de Pedro por João (1998)
- La región sumergida (A região submersa) (2000)
- Netto pierde su alma (Netto perde sua alma) (2001)
- Persecución y cerco de Juvencio Gutiérrez (Perseguição e cerco a Juvêncio Gutierrez) (2001)
- Os varões assinalados: O grande romance da guerra (2003)
- O detetive sentimental (2008)